# Ayoub Abdellaoui
Ayoub Abdellaoui (Argelia, 16 de febrero de 1993) es un futbolista argelino. Su posición es la de defensa y su club es el MC Alger del Campeonato Nacional de Argelia.

## Trayectoria
El 29 de agosto de 2021 se dio a conocer su llegada al Al-Ettifaq Club.

## Selección nacional

### Participaciones en selección nacional
| Torneo                                   | Categoría | Sede    | Resultado      | Partidos | Goles |
| ---------------------------------------- | --------- | ------- | -------------- | -------- | ----- |
| Copa Africana de Naciones Sub-23 de 2015 | Sub-23    | Senegal | Subcampeón     | 5        | 0     |
| Juegos Olímpicos de Río de Janeiro 2016  | Sub-23    | Brasil  | Fase de grupos | 2        | 0     |

## Estadísticas

### Clubes
Actualizado al último partido jugado el 5 de abril de 2024.
| USM Alger Argelia | 1.ª           | 2013-14       | 1   | 0 | -  | - | -  | - | 1   | 0 | 0.00 |
| USM Alger Argelia | 1.ª           | 2014-15       | 5   | 0 | -  | - | -  | - | 5   | 0 | 0.00 |
| USM Alger Argelia | 1.ª           | 2015-16       | 17  | 0 | -  | - | 3  | 0 | 20  | 0 | 0.00 |
| USM Alger Argelia | 1.ª           | 2016-17       | 20  | 0 | 1  | 0 | 5  | 1 | 26  | 1 | 0.03 |
| USM Alger Argelia | 1.ª           | 2017-18       | 23  | 1 | -  | - | 6  | 1 | 29  | 2 | 0.06 |
| USM Alger Argelia | Total         | Total         | 66  | 1 | 1  | 0 | 14 | 2 | 81  | 3 | 0.03 |
| F. C. Sion · Suiza | 1.ª           | 2018-19       | 19  | 0 | 3  | 0 | -  | - | 22  | 0 | 0.00 |
| F. C. Sion · Suiza | 1.ª           | 2019-20       | 25  | 0 | 3  | 0 | -  | - | 28  | 0 | 0.00 |
| F. C. Sion · Suiza | 1.ª           | 2020-21       | 24  | 2 | 2  | 0 | -  | - | 26  | 2 | 0.14 |
| F. C. Sion · Suiza | Total         | Total         | 68  | 2 | 8  | 0 | 0  | 0 | 76  | 2 | 0.02 |
| Al-Ettifaq Arabia Saudita | 1.ª           | 2021-22       | 21  | 0 | 1  | 0 | -  | - | 22  | 0 | 0.00 |
| Al-Ettifaq Arabia Saudita | Total         | Total         | 21  | 0 | 1  | 0 | 0  | 0 | 22  | 0 | 0.00 |
| MC Alger Argelia | 1.ª           | 2022-23       | 26  | 0 | -  | - | -  | - | 26  | 0 | 0.00 |
| MC Alger Argelia | 1.ª           | 2023-24       | 26  | 2 | 2  | 1 | -  | - | 28  | 3 | 0.06 |
| MC Alger Argelia | Total         | Total         | 52  | 2 | 2  | 1 | 0  | 0 | 54  | 3 | 0.02 |
| Total carrera | Total carrera | Total carrera | 207 | 5 | 12 | 1 | 14 | 2 | 233 | 8 | 0.02 |
| (1) Incluye datos de Copa de Argelia y Copa Suiza. (2) Incluye datos de Liga de Campeones de la CAF y Copa Confederación de la CAF. (3) No incluye goles en partidos amistosos. |               |               |     |   |    |   |    |   |     |   |      |

## Palmarés

### Títulos nacionales
| Título               | Club      | País    | Año     |
| -------------------- | --------- | ------- | ------- |
| Primera División     | USM Alger | Argelia | 2013-14 |
| Primera División     | USM Alger | Argelia | 2015-16 |
| Supercopa de Argelia | USM Alger | Argelia | 2016    |

### Títulos internacionales
| Título                | Club (*)             | País  | Año  |
| --------------------- | -------------------- | ----- | ---- |
| Copa Árabe de la FIFA | Selección de Argelia | Catar | 2021 |

(*) Incluyendo la selección.